# K/DA
K/DA（ケーディーエー）は、Riot Gamesが開発したマルチプレイヤーオンラインバトルアリーナ『League of Legends』内のキャラクターをベースにした4人組のK-POPバーチャルガールズグループ。代表曲として「POP/STARS」がある。

## 概要
Riot Gamesによってグループのプロジェクトが発表され、2018年に韓国で開催された『League of Legends World Championship』にて、シングル「POP/STARS」のライブパフォーマンスを初披露。(G)I-DLEのメンバーであるミヨンとソヨンがそれぞれアーリとアカリの声を担当、マディソン・ビアーがイブリンの声を、ジャイラ・バーンズがカイ＝サの声を担当している。2022年、シングル「POP/STARS」が全米レコード協会からプラチナ認定を受け、K-POPガールズグループとして、史上初の快挙を達成した。

## 来歴
2018年10月、『League of Legends World Championship Korea』のオープニングでライブパフォーマンスを初披露。
2018年11月3日、シングル「POP/STARS」をリリースして、同曲のミュージックビデオを公開。1ヶ月で再生回数1億回を突破。ビルボードのワールドデジタルソングセールスチャートで首位を獲得。
2020年8月28日、シングル「The Baddest」をリリース。
2020年10月28日、ミニアルバム「All Out」からタイトル曲である「More」のミュージックビデオを公開。
2020年11月6日、タイトル曲「More」を含む、初のミニアルバム「All Out」をリリース。

## メンバー
| 名前                            | ポジション     | 星座   | 身長    | 日本語版声優 | 歌手                            |
| ------------------------------- | -------------- | ------ | ------- | ------------ | ------------------------------- |
| アーリ 英: Ahri 朝: 아리        | メインボーカル | 射手座 | 167.6cm | 小林沙苗     | ミヨン((G)I-DLE)                |
| アカリ 英: Akali 朝: 아칼리     | メインラッパー | 牡牛座 | 163cm   | 小松未可子   | ソヨン((G)I-DLE)                |
| イブリン 英: Evelynn 朝: 이블린 | メインボーカル | 牡牛座 | 164cm   | 松谷彼哉     | マディソン・ビアー ビー・ミラー |
| カイ＝サ 英: Kai'Sa 朝: 카이사  | メインダンサー | 魚座   | 169.6cm | 合田絵利     | ジャイラ・バーンズ ウルフタイラ |

## ディスコグラフィー

### アルバム
| タイトル | 詳細                                                            | №  | 曲            | 参加アーティスト                                                                             |
| -------- | --------------------------------------------------------------- | -- | ------------- | -------------------------------------------------------------------------------------------- |
| All Out  | - リリース: 2020年10月31日 - フォーマット: デジタルダウンロード | 01 | THE BADDEST   | ミヨン((G)I-DLE)、ソヨン((G)I-DLE)、マディソン・ビアー、ウルフタイラ                         |
| All Out  | - リリース: 2020年10月31日 - フォーマット: デジタルダウンロード | 02 | MORE          | マディソン・ビアー、ミヨン((G)I-DLE)、ソヨン((G)I-DLE)、ジャイラ・バーンズ、レクシー・リウ   |
| All Out  | - リリース: 2020年10月31日 - フォーマット: デジタルダウンロード | 03 | VILLAIN       | マディソン・ビアー、キム・ペトラス、ビー・ミラー                                             |
| All Out  | - リリース: 2020年10月31日 - フォーマット: デジタルダウンロード | 04 | DRUM GO DUM   | アルーナ、ウルフタイラ、ベク・ボーン                                                         |
| All Out  | - リリース: 2020年10月31日 - フォーマット: デジタルダウンロード | 05 | I'LL SHOW YOU | ジヒョ(TWICE)、ナヨン(TWICE)、サナ (TWICE)、 チェヨン(TWICE)、ベク・ボーン、アニカ・ウェルズ |

### シングル
| タイトル    | リリース       | 参加アーティスト                                                                                       |
| ----------- | -------------- | --- |
| Pop/Stars   | 2018年11月3日  | ミヨン((G)I-DLE)、ソヨン((G)I-DLE)、マディソン・ビアー、ジャイラ・バーンズ                             |
| THE BADDEST | 2020年8月28日  | ミヨン((G)I-DLE)、ソヨン((G)I-DLE)、マディソン・ビアー、ビー・ミラー                                   |
| More        | 2020年10月28日 | ミヨン((G)I-DLE)、ソヨン((G)I-DLE)、マディソン・ビアー、レクシー・リウ、ジャイラ・バーンズ、セラフィン |

## 文化的影響

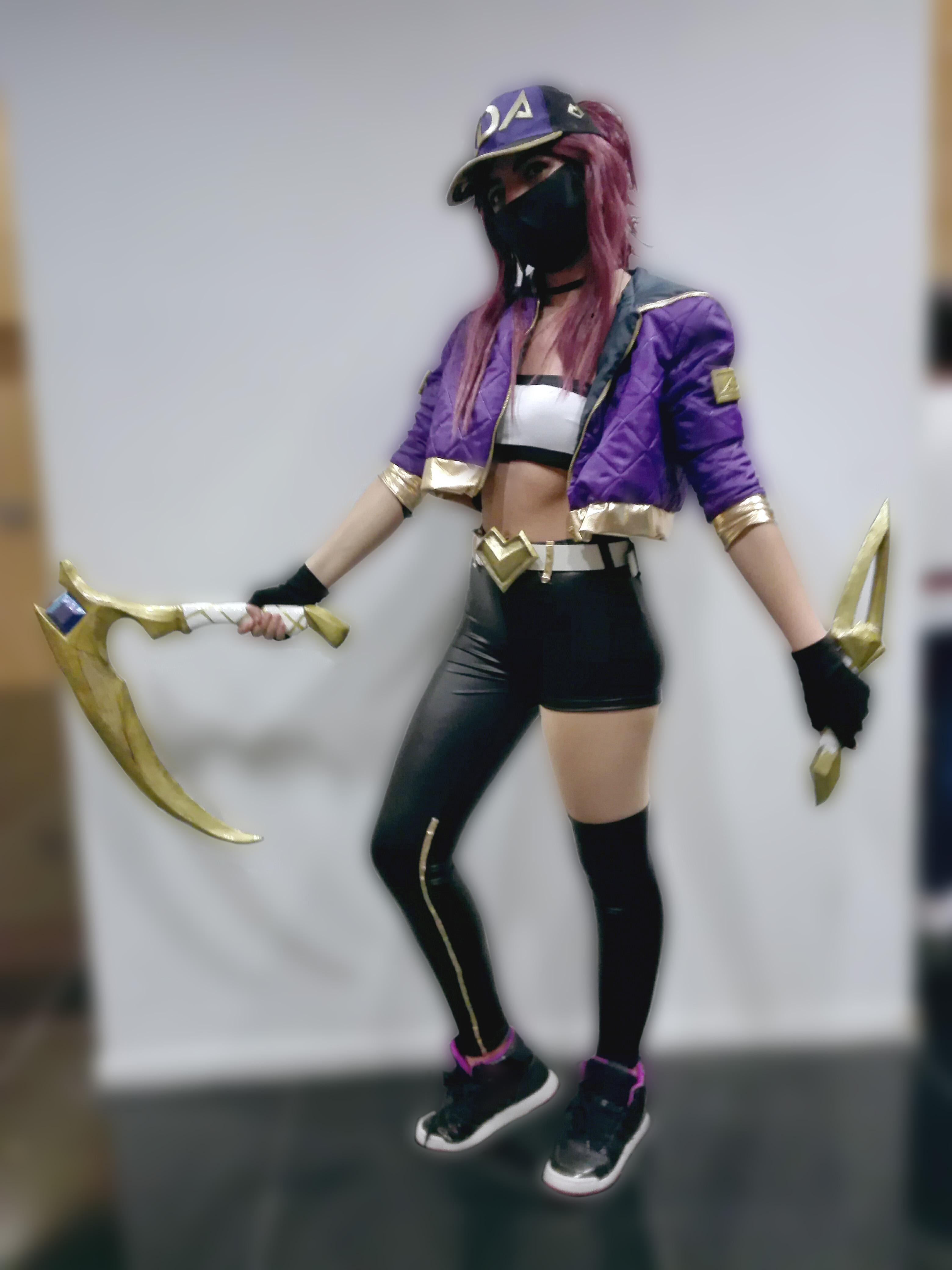
K/DAのキャラクターは、コスプレの題材として人気を博している。

K/DAの人気の高まりにより、多くのファンアートが作成された。
ニューズウィークの記者は、K/DAを人気のK-POPダンスグループであるBLACKPINKと比較した。